# Hiroshima Gokoku-jinja

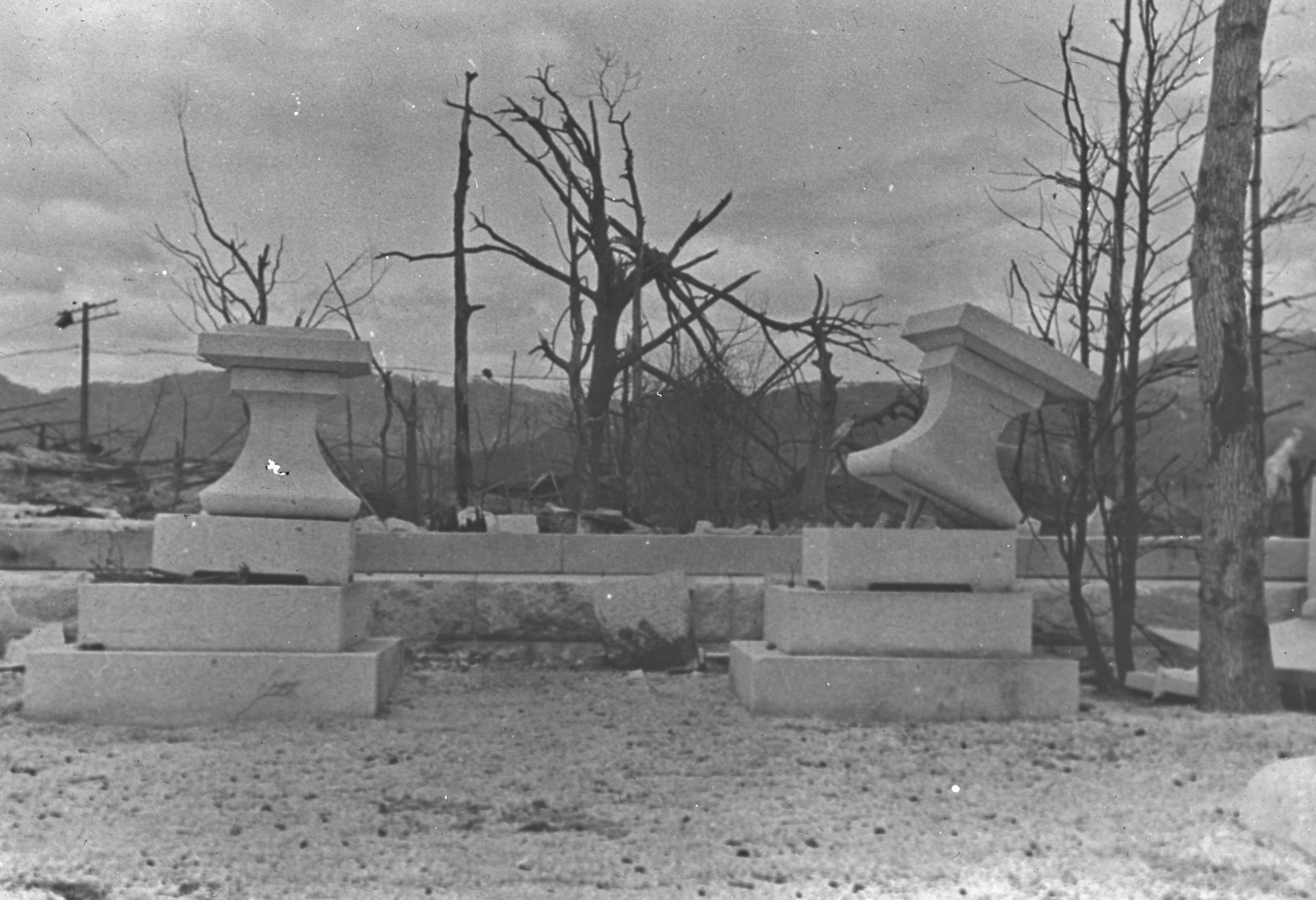
Extrait d'une collection de photographies d'archives relatives à la bombe A de Hiroshima. Ici, de lourdes pierres du sanctuaire du sanctuaire Hiroshima Gokoku-jinja ont été déplacées par le souffle de l'explosion.

Hiroshima Gokoku-jinja (広島護国神社) est un sanctuaire shinto situé à Hiroshima au Japon.

## Histoire
Le sanctuaire original est construit en 1868, première année de l'ère Meiji, à Futabanosato (二葉の里) Hiroshima, pour honorer les victimes du domaine d'Hiroshima lors de la guerre du Boshin.
En 1934, il est démantelé et déplacé là où se trouve à présent le stade municipal de Hiroshima (en), puis en 1939, son nom est changé pour celui de « Hiroshima Gokoku-jinja ».
Anéanti le 6 août 1945 par la bombe atomique, il est reconstruit en 1965 dans l'enceinte du château d'Hiroshima avec l'aide financière des habitants d'Hiroshima.
Le sanctuaire Hiroshima Gokoku est un des endroits les plus populaires pour la célébration de Hatsumode et de Shichi-go-san à Hiroshima.